# Ramazzottius horningi
Ramazzottius horningi är en djurart som tillhör fylumet trögkrypare, och som beskrevs av Maria Grazia Binda och Giovanni Pilato 1995. Ramazzottius horningi ingår i släktet Ramazzottius och familjen Hypsibiidae. Inga underarter finns listade i Catalogue of Life.